# Storselet (Jörns socken, Västerbotten)
Storselet är en sjö i Skellefteå kommun i Västerbotten och ingår i Skellefteälvens huvudavrinningsområde. Sjön har en area på 0,134 kvadratkilometer och ligger 269,3 meter över havet. Sjön avvattnas av vattendraget Vällingån.

## Delavrinningsområde
Storselet ingår i det delavrinningsområde (722371-170290) som SMHI kallar för Mynnar i Hornsträsket. Medelhöjden är 280 meter över havet och ytan är 15,34 kvadratkilometer. Räknas de 8 avrinningsområdena uppströms in blir den ackumulerade arean 96,01 kvadratkilometer. Vällingån som avvattnar avrinningsområdet har biflödesordning 4, vilket innebär att vattnet flödar genom totalt 4 vattendrag innan det når havet efter 88 kilometer. Avrinningsområdet består mestadels av skog (75 procent) och sankmarker (15 procent). Avrinningsområdet har 0,38 kvadratkilometer vattenytor vilket ger det en sjöprocent på 2,5 procent.